# Бенгалски огън
Бенгалският огън е пиротехническо изделие, състоящо се от тръба, която съдържа бавно горяща пиротехническа смес. В състава на сместа влизат: алуминиев или магнезиев прах, бариев нитрат, декстрин и оксидирани железни стърготини.
Огънят разпръсква искри от догарящи метални частици. Възпроизведеният пламък е основен ефект и може да има различен цвят, но по-често е червен до жълто-оранжев. Продължителността на пламъка варира от една до пет минути. Не е съпроводен от взрив.

## История
Хиндуистките свещеници били и добри психолози – те знаели какво би могло да предизвика страхопочитание у хората. Срещан трик, така да се каже, се оказвала намесата на атавистични влияния. Това е постигнато в храмове на богинята Кали чрез изгаряне на топки от химични вещества, произвеждащи ярка червена светлина. Пламъкът им бил сравняван с езика на свирепата богиня.

## Приложение
Освен използван самостоятелно, бенгалският огън намира приложение при бенгалските свещи. Той е далеч по-безопасната алтернатива на пиратките, римските свещи, фойерверките и др. Настъпването на Нова година се отбелязва със запалване на бенгалски огън. Използва се още като светлинен сигнал. В някои страни е забранен с превантивна цел.